# Óengus Ollom
Óengus ou Aengus Ollom (le Savant), fils d'Ailill Bracan, fils de Labraid Loingsech est selon les légendes médiévales et la tradition pseudo-historique irlandaise un Ard ri Erenn.

## Règne
Óengus Ollom prend le pouvoir après avoir tué le roi précédent Mog Corb, et il règne 18 ans jusqu'à ce qu'il soit lui-même tué par Irereo, fils de Meilge Molbthach.Le Lebor Gabála Érenn synchronise son règne avec celui de Ptolémée III Evergète en Égypte Ptolémaïque (246-222 av. J.-C..
La chronologie de Geoffrey Keating, Foras Feasa ar Éirinn 	attribue comme date à son règne de 355 à 337 av. J.-C.  et les Annales des quatre maîtres de  499 à 481 av. J.-C..

## Source
- (en) Cet article est partiellement ou en totalité issu de l’article de Wikipédia en anglais intitulé « Óengus Ollom » (voir la liste des auteurs), édition du 31 mars 2012.